# De Bok
De Bok  was een in 1718 gebouwde windmolen die op het bolwerk Blauwhoofd in Amsterdam stond.

## Het Blauwhoofd
Het Blauwhoofd was het meest noordwestelijke bolwerk van de stad en werd in 1672 Leeuwenburg genoemd. Maar de naam veranderde door het gebruikte blauwsteen als snel in het Blauwhoofd. Het bolwerk bevond zich ter hoogte van het huidige Barentszplein, op een punt in het IJ aan het einde van de Zoutkeetsgracht.

## De Bok

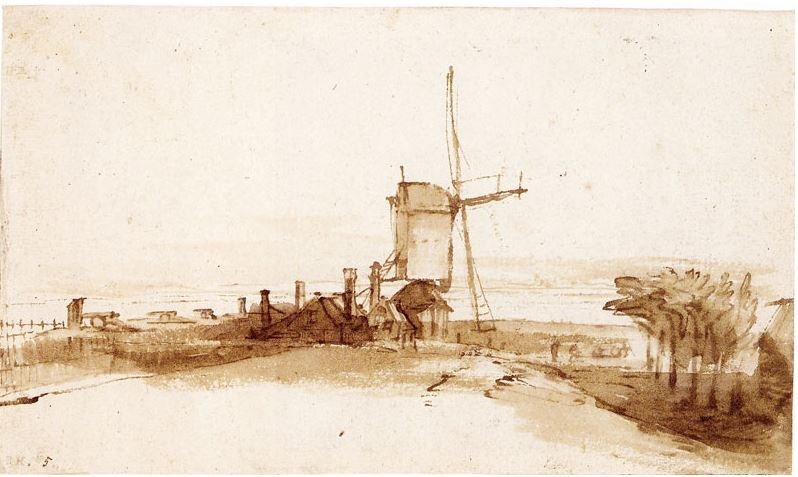
tekening van Rembrandt, ca. 1650, van de eerste molen op deze plek, Fondation Custodia, Parijs

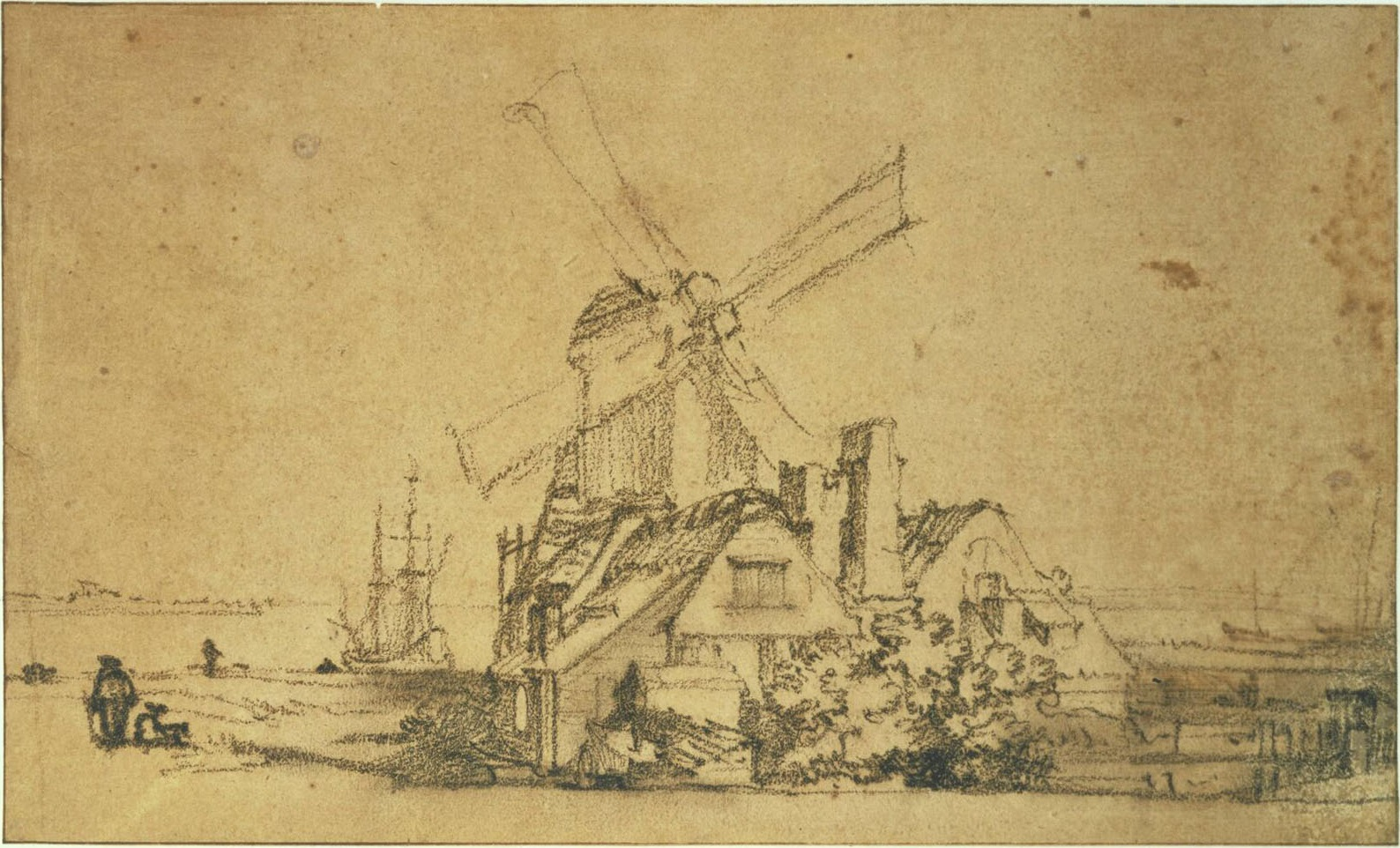
tekening van Rembrandt, ca. 1640/50, Museum Boijmans van Beuningen, Rotterdam

De molen, een typische stellingmolen, was een in 1718 gebouwde korenmolen als opvolger van een gelijkgenaamde standerdmolen die een jaar eerder, in 1717, was omgewaaid. De nieuwe molen, een achtkantige bovenkruier, was een imposante verschijning en een geliefd object voor vroege fotografen en tekenaars.
Met het oog op de aanleg van het Westerkanaal en aanvaullende verbetering van de stadsinrichting van dit deel van de stad verzocht het stadsbestuur in 1877 een afbraak van de molen en de twee aanpalende huisjes voor 1 december 1880, een brand heeft dit proces iets versneld.